# Назаренко, Анатолий Георгиевич
Анатолий Георгиевич Назаренко (29 декабря 1923, с. Покровское Ростовской обл. — 12 июня 1943, Таганрог) — член таганрогской подпольной антифашистской организации. Награждён медалью «За отвагу» посмертно.

## Биография
Родился 29 декабря 1923 года в селе Покровское Ростовской области. В 1941 году окончил таганрогскую среднюю школу № 2 им. А. П. Чехова. По окончании школы принят в газету «Таганрогская правда» на должность литературного сотрудника. Во время немецкой оккупации Таганрога стал активным подпольщиком. Доставал оружие и боеприпасы, участвовал в диверсиях. Помогал составлять воззвания к жителям, писал листовки и распространял выпускаемые подпольным штабом бюллетени «Вести с любимой Родины». На Большую землю подпольщики Таганрога передали точную схему расположения немецких объектов в Таганроге, которую Анатолий Назаренко похитил у немецкого офицера. В конце мая 1943 года был опознан предателем и арестован. После допросов и пыток был расстрелян в Петрушиной балке. Награждён медалью «За отвагу» посмертно.

## Память
- Ревенко Л.В. упомянул Анатолий Назаренко в Таганрог. Энциклопедия. — Таганрог: Антон, 2008. — С. 512. — ISBN 978-5-88040-064-5.
- В редакции газеты «Таганрогская правда» в честь Анатолия Назаренко установлена мемориальная доска.